# Rotbusch (Schmallenberg)

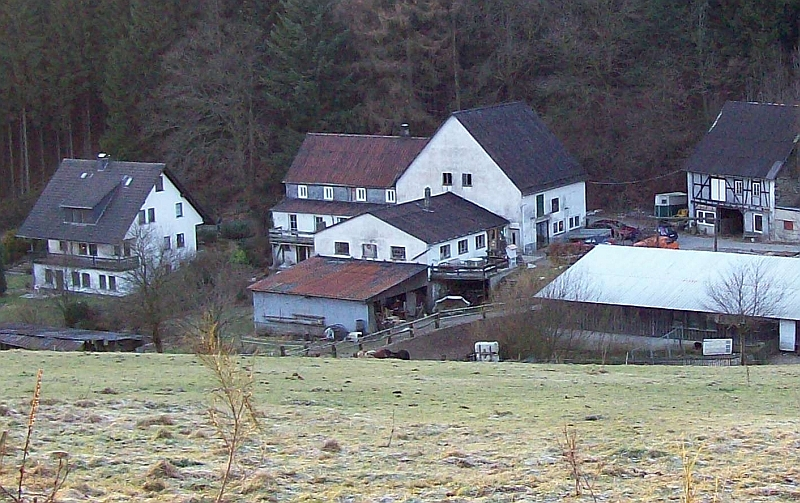
Rotbusch

Rotbusch ist ein Ortsteil der Stadt Schmallenberg in Nordrhein-Westfalen.

## Geographie
Der Hof liegt rund vier Kilometer nordwestlich von Saalhausen. Angrenzende Orte sind Brenschede, Bracht, Hebbecke und Gleierbrück. Durch Rotbusch fließt das Hebbecker Siepen.

## Geschichte
Der Name des Gehöfts, das vorher zum Ort Bracht gehörte, wurde 1924 in einer Urkunde erstmals genannt. 1932 wurde von der Wehrscheid aus ein Weg nach Rotbusch gebaut.
Bis zur kommunalen Neugliederung in Nordrhein-Westfalen gehörte Rotbusch zur Gemeinde Wormbach. Seit dem 1. Januar 1975 gehört Rotbusch zur Stadt Schmallenberg.